# Marseljeza
Marseljeza (franc.: La Marseillaise, u značenju: Marsejska pjesma) je francuska državna himna.
"Marseljezu" je skladao Claude Joseph Rouget de Lisle u noći s 25. na 26. travnja 1792. godine, tijekom objave rata Austriji u Strasbourgu. Prvobitno se zvala "Chant de guerre pour l'armée du Rhin", tj. "Ratna pjesma Rajnske vojske" i bila je posvećena grofu Nicolasu Luckneru, zapovjedniku i guverneru Strasbourga. Dobila je ime 30. srpnja 1792. godine, jer se pjevala prilikom ulaska 500 dragovoljaca iz Marseillea u Pariz.
Dana 14. srpnja 1795. Marseljeza je proglašena državnom himnom Francuske.

## Vanjske poveznice
|  | Zajednički poslužitelj ima stranicu o temi Marseljeza |

- Povijest francuske državne himne  Arhivirana inačica izvorne stranice od 16. veljače 2012. (Wayback Machine) (fr.)
- Suvremena inačica francuske državne himne  Arhivirana inačica izvorne stranice od 4. siječnja 2006. (Wayback Machine) (fr.)

|  | Portal Francuske – Pristup člancima s tematikom o Francuskoj. |